# أصحاب (مسلسل يمني)
مسلسل أصحاب أولى تجارب المخرج والمؤلف عمرو جمال في مجال المسلسلات التليفزيونية، عرض لأول مرة في شهر رمضان الكريم 2010

## موضوع المسلسل
مسلسل أصحاب سلط الضوء على شريحة  في المجتمع اليمني قلما يتم تناولها في مجال الدراما اليمنية، وهي الطبقة المتوسطة والشباب العامل في الشركات الخاصة ضمن بيئة عمل مشتركة بين الجنسين، أثار المسلسل في وقت عرضه بعضا من الجدل لأنه طرح بشفافية علاقة الزمالة في العمل بين الذكور والإناث من خلال شخصيات المسلسل اللذين يتعاملون فيما بينهم البين كأسرة واحدة.

## قصة المسلسل
تدور أحداث المسلسل في 15 حلقة مدة كل حلقة 20 دقيقة، صور المسلسل في مدينة عدن ويحكي قصة 8 زملاء يعملون في شركة "أصحاب ميديا"  للدعاية والإعلان، من خلال عالم الإعلانات يتواجد طاقم الشركة دائماً في مواقع تصوير الإعلانات وفي كل موقع تصوير يصادفون حالة إنسانية شديدة الخصوصية يتفاعلون معها وتنعكس على حياتهم الخاصة وذكرياتهم.

## أبرز الممثلين
- غيداء جمال[3]
- عدنان الخضر
- منال المليكي
- رائد طه
- منى علي
- عبد العزيز البعداني
- هدى حسن
- أحمد عبد الله حسين
- نور عبد الله
- خالد حمدان